# Ghiacciaio Diamond
Il ghiacciaio Diamond è un ghiacciaio lungo circa 11 km situato nella regione meridionale della Terra di Oates, in Antartide. In particolare il ghiacciaio Diamond, il cui punto più alto si trova a circa 600 m s.l.m., si trova sulla costa di Hillary, in una valle a nord-ovest del colle Diamond, nell'estremità occidentale dei monti Cook, da dove fluisce verso est-nord-est, fino a congiungere il proprio flusso con quello del ghiacciaio Darwin.

## Storia
Il ghiacciaio Diamond è stato mappato dai membri di una spedizione antartica dell'Università Victoria di Wellington svolta nel 1962-63 e così battezzato in associazione con il vicino colle Diamond, a sua colta così battezzato in virtù della sua forma a diamante ("diamond" in inglese).